# Liubov Rudovska
Liubov Rudovska   (Odessa, 5 de novembre de 1950), posteriorment de casada Timofeieva, és una jugadora de voleibol ucraïnesa, ja retirada, que va competir sota bandera de la Unió Soviètica durant les dècades de 1970 i 1980.
El 1976 va prendre part en els Jocs Olímpics d'Estiu de Mont-real, on guanyà la medalla de plata en la competició de voleibol. En el seu palmarès també destaquen tres medalles d'or a les Universíades de 1970, 1973 i 1977.
A nivell de clubs jugà al Medin d'Odessa, amb el qual va guanyar la Copa Soviètica de 1974 i 1981 i la Recopa d'Europa de Voleibol de 1983.